# Never Tear Us Apart: The Untold Story of INXS
Never Tear Us Apart: The Untold Story of INXS es una miniserie australiana transmitida del 9 de febrero de 2014 hasta el 16 de febrero de 2014 por medio de la cadena Seven Network.

## Historia
La miniserie se centró en la historia no contada de los seis miembros de la exitosa banda australiana INXS: Michael Hutchence, Garry Gary Beers, Kirk Pengilly, Jon Farriss, Tim Farriss y Andrew Farriss, sus relaciones artísticas y emocionales, así como su increíble ascenso a la cima de los éxitos internacionales con diez discos, miles de conciertos, su inolvidable espectáculo en el estadio de Wembley y como el grupo sobrellevará la muerte de Michael, uno de sus miembros.
También apareció el mánager del grupo Chris "CM" Murphy y algunas de las mujeres que se vieron envueltas en el mundo del grupo: la modelo danesa Helena Christensen, la presentadora de televisión británica Paula Yates y la cantante australiana Kylie Minogue.

## Personajes

### Personajes principales
| Actor            | Personaje          | Ocupación                                             | No. de episodios | Duración |
| ---------------- | ------------------ | ----------------------------------------------------- | ---------------- | -------- |
| Luke Arnold      | Michael Hutchence  | Vocalista y compositor de la banda "INXS"             | 2                | 2014     |
| Hugh Sheridan    | Garry Gary Beers   | Bajista de la banda "INXS"                            | 2                | 2014     |
| Ido Drent        | Jon Farriss        | Baterista de la banda "INXS"                          | 2                | 2014     |
| Nicholas Masters | Tim Farriss        | Guitarrista de la banda "INXS"                        | 2                | 2014     |
| Andrew Ryan      | Andrew Farriss     | Compositor, teclista y guitarrista de la banda "INXS" | 2                | 2014     |
| Alex Williams    | Kirk Pengilly      | Guitarrista y saxofonista de la Banda "INXS"          | 2                | 2014     |
| Damon Herriman   | Chris "CM" Murphy  | Mánager de la banda "INXS"                            | 2                | 2014     |
| Mallory Jansen   | Helena Christensen | Modelo                                                | 2                | 2014     |
| Georgina Haig    | Paula Yates        | Presentadora de televisión                            | 2                | 2014     |
| Samantha Jade    | Kylie Minogue      | Cantante                                              | 2                | 2014     |

### Personajes recurrentes
| Actor             | Personaje                | Ocupación                                       | No. de episodios | Duración |
| ----------------- | ------------------------ | ----------------------------------------------- | ---------------- | -------- |
| Ryan Johnson      | Gary Morris              | Gerente de "Midnight Oil"                       | 2                | 2014     |
| William Emmons    | Doug Morris              | Director ejecutivo                              | 2                | 2014     |
| John Adam         | Kelland "Kel" Hutchence  | Padre de Michael                                | 2                | 2014     |
| Jane Allsop       | Patricia "Pat" Hutchence | Madre de Michael                                | 2                | 2014     |
| Carolyn Bock      | Jill Farris              | Madre de Jon, Tim Farriss y Andrew              | 2                | 2014     |
| Andrew S. Gilbert | Dennie Farriss           | Padre de Jon, Tim Farriss y Andrew              | 2                | 2014     |
| Brendan Barnett   | Bono                     | Músico y cantante                               | 2                | 2014     |
| Daniel Bowden     | Adam Ant                 | Músico y cantante del grupo "Adam And The Ants" | 2                | 2014     |
| Laura Brent       | Beth "Buffy" Farriss     | Esposa de Tim                                   | 2                | 2014     |
| Zac Soderstrom    | James Farris             | Hijo de Tim y Beth                              | 2                | 2014     |
| Christie Whelan   | Shelley Blanks-Farriss   | Ex-esposa de Andrew                             | 2                | 2014     |
| Jane Harber       | Michelle Bennett         | Novia de Hutchence                              | 2                | 2014     |
| Kylie Gulliver    | Kym Wilson               | Novia de Hutchence                              | 2                | 2014     |
| Dave Lawson       | Cary Grant               | Mánager de gira de "INXS"                       | 2                | 2014     |
| Paul Ireland      | Lee James                | -                                               | 2                | 2014     |
| Grant Piro        | Molly Meldrum            | Crítico de música                               | 2                | 2014     |
| Jacinta Stapleton | Reen Nalli               | Ejecutiva musical                               | 2                | 2014     |
| Garth Ploog       | Jason Donovan            | Actor                                           | 2                | 2014     |
| Sandy Winton      | Chambers                 | Detective                                       | 2                | 2014     |
| Freya Stafford    | Kim D                    | -                                               | 2                | 2014     |
| Brett Swain       | Dez Jose                 | -                                               | 2                | 2014     |
| Virginie Le Brun  | Lisette                  | -                                               | 2                | 2014     |
| Sarah Roberts     | Shelley                  | Corista                                         | 2                | 2014     |

- El actor Toby Wallace interpretó a Michael Hutchence de joven.[11]

## Premios y nominaciones
| Año  | Categoría                                 | Premio      | Nominado (a)                                  | Resultado |
| ---- | ----------------------------------------- | ----------- | --------------------------------------------- | --------- |
| 2015 | Most Popular Actor                        | Logie Award | Luke Arnold                                   | Nominado  |
| 2015 | Most Outstanding Actor                    | Logie Award | Luke Arnold                                   | Ganó      |
| 2015 | Most Popular New Talent                   | Logie Award | Laura Brent                                   | Nominada  |
| 2015 | Most Popular New Talent                   | Logie Award | Samantha Jade                                 | Nominada  |
| 2015 | Most Popular Drama Program                | Logie Award | Never Tear Us Apart: The Untold Story of INXS | Nominado  |
| 2015 | Most Outstanding Miniseries Or Telemovie  | Logie Award | Never Tear Us Apart: The Untold Story of INXS | Nominado  |
| 2015 | Lead Actor in a Television Drama          | AACTA Award | Luke Arnold                                   | Nominado  |
| 2015 | Best Guest or Supporting Actor in a Drama | AACTA Award | Andrew Ryan                                   | Nominado  |
| 2015 | Best Miniseries / Telefeature             | AACTA Award | INXS: Never Tear Us Apart                     | Nominado  |

## Producción
El drama de dos partes fue dirigido por Daina Reid, la producción estuvo bajo el cargo de Kerrie Mainwaring y Andrew Prowse con el apoyo en la producción ejecutiva de Mark Fennessy, Rory Callaghan y con Chris "CM" Murphy como coproductor ejecutivo. La serie también contó con los escritores Justin Monjo y Dave Warner.
La miniserie comenzó sus producciones en Melbourne en el 2013. El primer episodio fue transmitido el 9 de febrero del 2014 a las 8:40 p. m. y obtuvo 1.153 millones de televidentes mientras que el segundo episodio fue transmitido el 16 de febrero del 2014 y obtuvo 1.77 millones de televidentes.